# Eileen Abad
Eileen Abad född 15 november 1973 i Caracas, är en venezuelansk skådespelare.

## Filmografi (i urval)
- 1998 – Niña Mimada
- 2000 – Angelica Pecado
- 2002 – Mambo y Canela
- 2004 – Negra Consentida